# Leefbaar Merksplas
Leefbaar Merksplas is een lokale politieke partij uit Merksplas die bij de gemeenteraadsverkiezingen 2000 (België) voor de eerste keer opkwam als opvolger van de vroegere lokale partij Wilryc. Bij de eerste deelname aan de gemeenteraadsverkiezingen behaalde Leefbaar Merksplas meteen een absolute meerderheid van 10 zetels op 19. Frank Wilrycx legde op 2 januari 2001 de eed af als burgemeester van Merksplas. In 2006, 2012 en 2018 behaalde leefbaar Merksplas opnieuw een absolute meerderheid in Merksplas.

## Verkiezingsuitslagen
| Partij             | 8 oktober 2000 | 8 oktober 2006 | 14 oktober 2012 | 14 oktober 2018 |
| ------------------ | -------------- | -------------- | --------------- | --------------- |
| Leefbaar Merksplas | 10 (43,06%)    | 14 (67,29%)    | 12 (56,7%)      | 15 (70,3%)      |
| Nieuw              | 6 (26,08%)     | -              | -               | -               |
| CD&V               | -              | 4 (22,81%)     | 2 (14,3%)       | -               |
| VBM                | 2 (13,96%)     | -              | -               | -               |
| Agalev/Groen       | 1 (10,41%)     | 1 (9,9%)       | 2 (12,3%)       | 2 (14,7%)       |
| VU-ID/N-VA         | 0 (5,76%)      | -              | 3 (16,7%)       | 2 (15,1%)       |